# Escalade sportive
L'escalade sportive est un style d'escalade libre où les grimpeurs utilisent des prises artificielles ou des points d'ancrage fixés préalablement sur un rocher ou sur une paroi artificielle. Cette méthode permet aux pratiquants d'être assurés dès le départ et donc de se concentrer uniquement sur la technique de leur ascension, sans avoir besoin d'un premier de cordée qui installe des ancrages (provisoires ou permanents) au fur et à mesure de sa progression, comme en escalade artificielle, escalade traditionnelle ou en terrain d'aventure. L'escalade sportive est à distinguer de l'escalade en solo intégral, qui n'utilise aucun système d'assurage.
L'escalade sportive s'est développée au début des années 1980, lorsque des grimpeurs français de premier plan ont voulu grimper des voies qui n'offraient pas de fissures dans lesquelles insérer les ancrages temporaires utilisés dans l'escalade traditionnelle. Bien que l'équipement d'ancrages permanents sur des parois naturelles ait été controversé - et reste un sujet de débat dans l'éthique de l'escalade - l'escalade sportive a rapidement gagné en popularité, et a permis aux meilleurs grimpeurs de gravir des voies cotées à un niveau de difficulté largement supérieur.
La pratique, plus sûre, de l'escalade sportive a également conduit à la croissance rapide des compétitions d'escalade, qui ont intégré les épreuves des Jeux olympiques d'été à partir de 2020. Il existe plusieurs types de compétitions : la difficulté (qui nécessite un assurage), le bloc (sans assurage, à une hauteur limitée), la vitesse (avec assurage, automatique depuis l'invention des système d'assurage autobloquant, sur un mur artificiel homologué dont les dimensions, ainsi que la disposition et l'angle donné aux prises, sont déterminés à l'avance) et les combinés des épreuves précédents (successivement, les trois, ou seulement la difficulté et le bloc).

## Technique
L'escalade sportive met l'accent sur les aspects gymniques et athlétiques de l'escalade et peut être entreprise avec relativement peu d'équipements dès lors que la voie est dotée de points d'ancrage. Le matériel personnel requis pour l'escalade sportive comprend une corde dynamique, un baudrier pour le grimpeur, un pour l'assureur, des dégaines et un système d'assurage (plaquette, huit ou système autobloquant).
Grimper une voie « en tête » signifie monter avec une extrémité de la corde attachée au baudrier du grimpeur et maintenue à l'autre extrémité par l'assureur. Dès qu'un point d'ancrage est atteint dans la voie, une dégaine est fixée à ce point, la corde est alors passée au mousqueton libre de la dégaine, ce qui protège le grimpeur en cas de chute. Les points d'ancrage sont situés à intervalles réguliers d'environ trois mètres, mais cette hauteur peut varier selon les voies. En haut de chaque voie se trouvent habituellement deux points d'ancrage (le relais) comme protection terminale. Une fois que la corde est passée au relais, la voie peut être parcourue en « moulinette » (la corde reste reliée au relais), ou libérée de son équipement pour le grimpeur suivant. Le meilleur endroit pour apprendre les bonnes techniques de l'escalade sportive reste la salle d'escalade avec des moniteurs qualifiés.

## Éthique de l'équipement des voies
Dans certains sites d'escalade, en particulier au Royaume-Uni, l'escalade sportive est dépréciée car beaucoup de grimpeurs estiment que le placement permanent de points d'ancrage dans des zones montagneuses ou de falaises de bord de mer détériore le rocher et dévalorise la réalisation de l'ouvreur, qui a parcouru la voie en y plaçant ses propres protections. Au Royaume-Uni, l'escalade sportive ne se déroule qu'en intérieur sur des murs d'escalade et sur quelques falaises de calcaire ou d'ardoise inadaptées à l'escalade « traditionnelle ».
Cela n'est cependant pas nécessairement le cas dans le reste de l'Europe. En Espagne par exemple, qui possède quelques-uns des plus beaux sites d'escalade en Europe, l'escalade sportive y est devenue très populaire et de nombreux sites, tels que El Chorro à Malaga ou La Pedriza près de Madrid, proposent plusieurs centaines de voies équipées, de tous niveaux.
Aux États-Unis, l'escalade sportive devient également populaire. Les États-Unis restent très attachés à l'escalade traditionnelle, spécialement sur certains sites, et œuvrent pour le maintien des voies telles qu'elles ont été parcourues à leur ouverture. Ainsi, il est généralement perçu comme inacceptable d'installer des points d'ancrage sur une voie d'abord réalisée en escalade traditionnelle. De plus, de nombreux sites d'escalade se situent dans des parcs naturels et, bien que l'escalade y soit autorisée, la pose de points d'ancrage permanents y est interdite.
L'escalade sportive est une branche relativement moderne de ce sport, devenue populaire dans les années 1980. L'accent mis sur la résistance et l'endurance a mené à une amélioration significative du niveau des meilleurs grimpeurs. Les compétences acquises en escalade sportive peuvent être appliquées en escalade traditionnelle, permettant de dépasser les cotations maximales alors admises.

## Cotations
Les cotations sont des évaluations de la difficulté d'une voie, qui prend en considération son type, son engagement, sa technicité et l'effort physique qu'elle demande.
Le grimpeur qui réussit la première ascension d'une voie détermine généralement sa première cotation. Cette évaluation est subjective, compte tenu du ressenti, de l'expérience et du niveau d'entraînement des grimpeurs. Elle reste cependant le meilleur moyen pour obtenir une estimation de la difficulté générale de la voie, qui est confirmée ou ajustée au fil des répétitions.
En escalade sportive, la cotation repose sur la méthode la plus facile, c'est-à-dire la difficulté d'une réalisation après travail (sans considérer les difficultés de lecture d'une tentative à vue). Ainsi, si une méthode plus facile est découverte, la cotation sera revue à la baisse. La difficulté est estimée pour une ascension en tête, sans s'aider des points d'assurage pour progresser et sans se reposer pendu à la corde. Pour les voies difficiles (supérieures à 7a), la cotation repose généralement sur une réalisation avec les dégaines en place.

## Compétitions
Les compétitions d'escalade se déroulent généralement en intérieur sur des murs spécialement conçus. On trouve principalement trois types de compétitions en escalade : la difficulté, la vitesse et le bloc.
En escalade de difficulté, les compétiteurs commencent au pied d'une voie et doivent grimper le plus haut possible, idéalement jusqu'au sommet, dans un temps limité et en un seul essai. Tout au long de la voie, les grimpeurs mousquetonnent la corde dans des dégaines placées sur le mur à intervalle régulier. Dans une compétition de bloc, les compétiteurs grimpent sur des problèmes courts et sans corde. Le score est calculé en fonction du nombre de problèmes réussis et du nombre d'essais utilisés. Les compétitions de vitesse peuvent être réalisées en équipe ou seul. L'objectif est de grimper une voie standardisée le plus rapidement possible.
La fédération internationale d'escalade (International Federation of Sport Climbing ; IFSC) organise les compétitions internationales les plus importantes en escalade, telles que les championnats du monde d'escalade et les Coupes du monde d'escalade. Elle publie également un classement des grimpeurs sportifs ayant cumulé le plus de points, par discipline (vitesse, difficulté, bloc et difficulté + bloc) et par sexe. Le sport a rejoint les Jeux olympiques d'été pour la première fois en 2020.
En 2025, certains des meilleurs compétiteurs, comme Jakob Schubert et Staša Gejo, dénoncent une dérive des compétitions internationales d'escalade, car ils estiment notamment que les types de prises et les tracés des voies de l'IFSC sont devenus trop éloignés de ceux qu'on trouve en milieu naturel, en escalade sur rocher,.

## Grimpeurs sportifs notables

### Hors compétition
Depuis le développement de l'escalade sportive au début des années 1980, la cotation, c'est-à-dire le niveau technique des ascensions les plus difficiles sur rocher, en milieu naturel, a nettement augmenté, car les meilleurs grimpeurs ont tous pratiqué l'escalade sportive, plus sûre et plus axée sur la difficulté technique, en complément de l'escalade traditionnelle.
C'est ainsi que le grimpeur allemand Wolfgang Güllich a fait passer le niveau de difficulté maximal de 8b (5.13d) en 1984, avec Kanal im Rücken, à 9a (5.14d) en 1991 avec Action Directe. Pendant la décennie suivante, au début des années 2000, le grimpeur américain Chris Sharma a dominé le développement de l'escalade sportive après son ascension révolutionnaire de Biographie (9a+ / 5.15a) en 2001 puis de Jumbo Love (9b / 5.15b) en 2008. Dans les années 2010, le grimpeur tchèque Adam Ondra a atteint un palier supérieur avec l'ascension de Change (première 9b+ / 5.15c) en 2012, La Dura Dura (9b+ également), puis, en 2017, de Silence, la toute première voie proposée à 9c (5.15d), et qui n'a toujours pas été répétée. Seuls deux autres grimpeurs ont réussi depuis à gravir des voies proposées à ce même niveau : Sébastien Bouin en 2022 avec DNA puis Jakob Schubert en 2023 avec B.I.G..
L'escalade sportive féminine a été dominée dans les années 1980 par l'Américaine Lynn Hill et la Française Catherine Destivelle, qui ont posé de nouveaux jalons dans les grades féminins et se sont également affrontées lors des premières compétitions d'escalade. À la fin des années 1990 et au début des années 2000, la grimpeuse espagnole Josune Bereziartu a dominé l'escalade sportive féminine en gravissant Bimbaluna en 2005 (9a/9a+, qui n'était qu'à un demi-niveau de la voie d'escalade sportive masculine la plus haute à l'époque, Biographie). En 2017, la grimpeuse autrichienne Angela Eiter a été la première femme à atteindre le niveau 9b (5.15b) avec La Planta de Shiva, puis en 2020 avec Madame Ching. Dans les années 2020, Laura Rogora et Julia Chanourdie ont également gravi des voies sportives en 9b (5.15b), alors que seuls quelques grimpeurs masculins ont réussi des voies de difficulté supérieure.
Le site The Crag publie en temps réel un classement mondial des grimpeurs sportifs basé sur un "Système d’évaluation des performances pour grimpeurs".

### Dans les compétitions mondiales
Le grimpeur de compétition masculin le plus titré de l'histoire, dans les championnats et coupes du monde et les Jeux olympiques, est l'Autrichien Jakob Schubert (détenteur de 13 titres mondiaux), suivi du Tchèque Adam Ondra (11 titres) et du Français François Legrand (8 titres). Par épreuve, Legrand est le plus titré en difficulté (8 titres), l'Autrichien Kilian Fischhuber en bloc (5 titres) et le Chinois Qixin Zhong en vitesse (5 titres).
Chez les femmes, la grimpeuse slovène Janja Garnbret est la plus titrée de l'histoire (20 titres mondiaux, dont deux médailles d'or olympiques), suivie de la Française Sandrine Levet (11 titres) et de l'Autrichienne Angela Eiter (8 titres). Par épreuve, Garnbret est la plus titrée en difficulté (7 titres), Levet en bloc (6 titres) et la Russe Tatiana Ruyga en vitesse (5 titres).